# Gainsborough Studios (Manhattan)
Los Gainsborough Studios, también conocido como 222 Central Park South, es un edificio residencial en Central Park South, al este de Columbus Circle, en Midtown Manhattan, Nueva York (Estados Unidos). Diseñado por Charles W. Buckham, el edificio tiene 16 pisos de altura y 34 apartamentos. Nombrado en honor al pintor inglés Thomas Gainsborough, el edificio es uno de varios en Manhattan que se construyeron a principios del siglo XX como estudios y residencias para artistas.
El nombre y el diseño de Gainsborough Studios indicaron sus connotaciones artísticas. La fachada tiene un busto de Gainsborough sobre la entrada principal; un bajorrelieve en el tercer piso, diseñado por Isidore Konti ; y murales de azulejos Moravian Pottery and Tile Works e Henry Chapman Mercer en los pisos superiores. Algunos estudios tienen techos de 5 m con espacios de doble altura, mientras que otros son unidades más pequeñas que ocupan parte de un solo piso. Los artistas generalmente alquilaban los estudios como una combinación de residencia y espacio de trabajo.
La corporación Gainsborough Studios construyó la estructura entre 1907 y 1908 como vivienda cooperativa de artistas, aunque gradualmente se convirtió en un desarrollo residencial estándar. El vestíbulo fue restaurado en la década de 1950 y en 1981, y en 1988 se inició una renovación completa del edificio. El edificio fue designado como un hito de la ciudad por la Comisión de Preservación de Monumentos de la Ciudad de Nueva York en 1988.

## Sitio
Los Gainsborough Studios se encuentra en el barrio de Midtown Manhattan de la ciudad de Nueva York, al este de Columbus Circle. Está en el lado sur de Central Park South entre la Séptima Avenida y Broadway, frente a Central Park hacia el norte. Los Gainsborough Studios ocupan un lote de 15 m en Central Park South y tienen 27 m de profundidad. Los edificios cercanos incluyen 200 y 220 Central Park South al oriente, 240 Central Park South al occiedente y 1790 Broadway y Central Park Tower al sur.

## Diseño
Los Gainsborough Studios mide 54 m de alto y tiene 16 pisos. Charles W. Buckham fue el arquitecto, mientras que Wells Bros. La empresa fue el contratista general. El artista August Franzen fue el presidente fundador de la corporación Gainsborough Studios, que desarrolló el edificio. Franzen fue una figura importante en la planificación del edificio y puede haber influido en la decisión de nombrar el edificio en honor al pintor inglés Thomas Gainsborough. El diseño exterior de Gainsborough Studios refleja tanto su mobiliario interior como su propósito como estudio de artistas, con numerosas alusiones al arte tanto en su nombre como en su fachada. Es una de las pocas cooperativas de vivienda de artistas que quedan en Manhattan.

### Fachada
El primer y segundo piso están revestidos con piedra caliza. La entrada se encuentra dentro de una puerta cuadrada debajo de un pórtico con las palabrasgainsborough studios, que a su vez se apoya en un par de columnas jónicas de terracota blanca y granito. Hay una ventana de doble altura a cada lado de la entrada principal, con dos parteluces de piedra y un montante de piedra gruesa en cada ventana. Una escalera al sótano está al oeste de la entrada. A lo largo del tercer piso hay un friso en bajorrelieve de Isidore Konti llamado Procession of the Arts. El friso representa a varias personas entregando regalos a un altar que representa las artes y tiene dos pequeñas ventanas. Un pedestal se asienta sobre el pórtico de entrada, sosteniendo un busto de Thomas Gainsborough fuera del cuarto y quinto piso.
Sobre el segundo piso, la fachada del edificio se divide en dos tramos verticales, flanqueados por tres pilares de ladrillo con revelaciones de piedra. La fachada generalmente tiene ventanas de doble altura que dan a Central Park South, que dividen la fachada en varias secciones de dos pisos entre el segundo y el decimoquinto piso. La parte inferior de cada sección de dos pisos presenta un panel de cuatro hojas y un pequeño frontón en el centro, flanqueado por un panel de vidrio a cada lado. La parte superior de cada sección de dos pisos, así como el cuarto piso, tiene una gran ventana dividida en varias secciones por parteluces estrechos. Las porciones inferior y superior de cada piso de doble altura están separadas por paneles estrechos de enjuta. Un arco corre por encima de cada tramo del duodécimo piso.
Sobre el duodécimo piso, los pilares están ornamentados con mosaicos de azulejos de Moravian Pottery and Tile Works de Henry Chapman Mercer. Los mosaicos tienen patrones geométricos en tonos rojos, amarillos, verdes y grises; el pilar central tiene una decoración más elaborada en comparación con los pilares exteriores. Encima del edificio hay una mesa de ménsulas con diseños de conchas, así como acroteria encima de cada muelle.

### Características

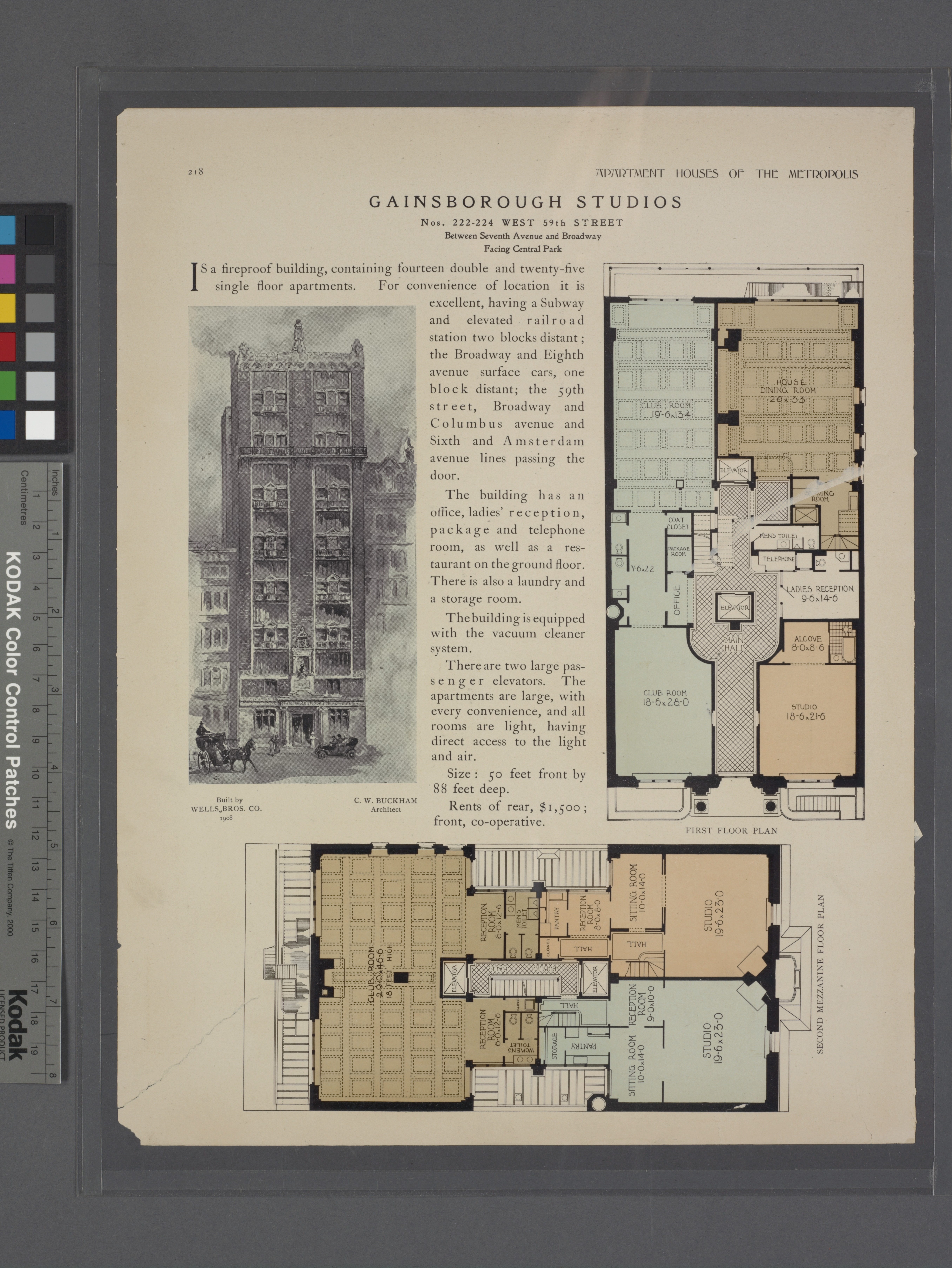
Un plano de planta típico de dos pisos

Los Gainsborough Studios tiene 34 unidades, que se comercializaron a los artistas como un estudio que podría usarse como espacio vital. El edificio cuenta con cocina, lavandería y comedor compartidos, aunque las unidades individuales tienen áreas de recepción para los clientes. Cuando se completó, el edificio tenía 14 apartamentos dúplex y 25 apartamentos de una sola planta, para un total de 39 unidades.
Los Gainsborough Studios fue clasificado legalmente como un hotel para eludir las restricciones de zonificación que impedían que los nuevos edificios de apartamentos fueran más altos de 150 por ciento del ancho de la calle adyacente. Como resultado, había un área de cocina común a nivel del suelo, mientras que los apartamentos individuales carecían de cocinas completas. Hay dos ascensores y una escalera de emergencia, flanqueando el recinto en el centro del edificio. Tal como se diseñó, el ascensor en el extremo norte de la sala fue el principal ascensor de pasajeros, y el ascensor en el extremo sur se usó para carga.
Solo la fachada norte tenía luz natural con vistas al Central Park. En consecuencia, las unidades en el lado norte del edificio estaban equipadas con 5 m techos y ventanas de doble altura, y por lo tanto tenía las suites dúplex. Los otros apartamentos eran unidades de una sola planta. En cada par de pisos, había dos unidades dúplex de doble altura en el lado norte y cuatro unidades de un piso en el lado sur, dispuestas alrededor de un pasillo central con una escalera de incendios y dos ascensores. Las unidades dúplex tienen un entrepiso con vista a los estudios de doble altura a lo largo de Central Park South. El segundo y tercer piso son irregulares, ya que las secciones frontales de estos pisos tienen departamentos dúplex, mientras que la parte trasera tenía espacio para restaurante.

## Historia
La vivienda cooperativa de apartamentos en la ciudad de Nueva York se hizo popular a fines del siglo XIX debido a las condiciones de vivienda superpobladas en las densas áreas urbanas de la ciudad. A principios del siglo XX, había algunas cooperativas en la ciudad que atendían específicamente a los artistas, incluso en 130 y 140 West 57th Street, así como en la calle 67 cerca de Central Park. Sin embargo, estos casi siempre estaban completamente ocupados. Algunas de las cooperativas de artistas tenían características como techos de doble altura, mientras que otras, como los Gainsborough Studios, tenían grandes áreas de trabajo iluminadas por la luz del norte.
En 1907, el empresario Barron Collier y los artistas Colin Campbell Cooper, Elliott Daingerfield y August Franzen formaron la corporación Gainsborough Studios, con sede en 307 Fifth Avenue. La corporación planificaría y desarrollaría un apartamento cooperativo de artistas en Central Park South. La corporación compró viviendas en 222 y 224 Central Park South en abril de 1907. Buckham fue contratado como arquitecto, y ese mes de mayo, presentó los planos al Departamento de Edificios de la ciudad de Nueva York para un estudio de artistas a prueba de fuego de ocho pisos en el sitio, a un costo de 300 000 dólares. Wells Bros. La empresa se adjudicó el contrato de construcción general en agosto de 1907. Las obras se iniciaron el 3 de noviembre de 1907, tras la demolición del edificio existente. El nuevo edificio se inauguró oficialmente el 31 de octubre de 1908.
En varios puntos de la historia del edificio, los residentes incluyeron al artista Montague Flagg, al escultor William Ordway Partridge y al escritor de viajes Thomas Allibone Janvier, así como al artista Enrico Donati. Un residente de Gainsborough Studios en la década de 1910, John Hemming Fry, se convirtió en vicepresidente de la corporación Gainsborough Studios y posteriormente desarrolló los cercanos Rodin Studios utilizando su experiencia de Gainsborough Studios. Durante la década de 1950, otro residente, Donald Deskey, dirigió una renovación del vestíbulo del edificio. Como parte del proyecto, las puertas de hierro ornamentadas del diseño original fueron reemplazadas por puertas de aluminio.
En 1981, Gainsborough Studios Corporation gastó 100 000 dólares en renovar el vestíbulo a su condición original, utilizando fotografías históricas para crear réplicas de las puertas originales. La fachada de terracota y baldosas se degradó con el tiempo y, a partir de 1988, el edificio fue renovado por 1 millón de dólares. Las baldosas cerámicas de colores se reprodujeron a mano, la terracota se sustituyó parcialmente y el friso se reformó en hormigón. La Comisión de Preservación de Monumentos Históricos de la Ciudad de Nueva York también convirtió el edificio en un símbolo oficial de la ciudad en 1988, después de que comenzara la renovación. En 2004, los Gainsborough Studios se habían convertido casi en su totalidad en una suite residencial estándar, y Donati era el último artista que quedaba en el edificio. A principios del siglo XXI, el filántropo Blaine Trump también se mudó al edificio.

## Recepción de la crítica
Tras su finalización, el diseño de Gainsborough Studios se describió como "un crédito al ingenio del diseñador". En 1977, el escritor de arquitectura Paul Goldberger escribió para The New York Times que la fachada de los Gainsborough Studios era "mucho más interesante que cualquier otra cosa en la calle 67", elogiando las columnas jónicas en la base y los mosaicos en la parte superior. Christopher Gray escribió para el mismo periódico en 2013 que el edificio "constituye el primer reconocimiento que he visto de que la vista al norte de la calle 110 estaba comenzando a considerarse especial", lo que refleja el auge del desarrollo a lo largo de Central Park South cuando el edificio se completó.